# Auf dem Berliner Reichstag, 2. Mai 1945

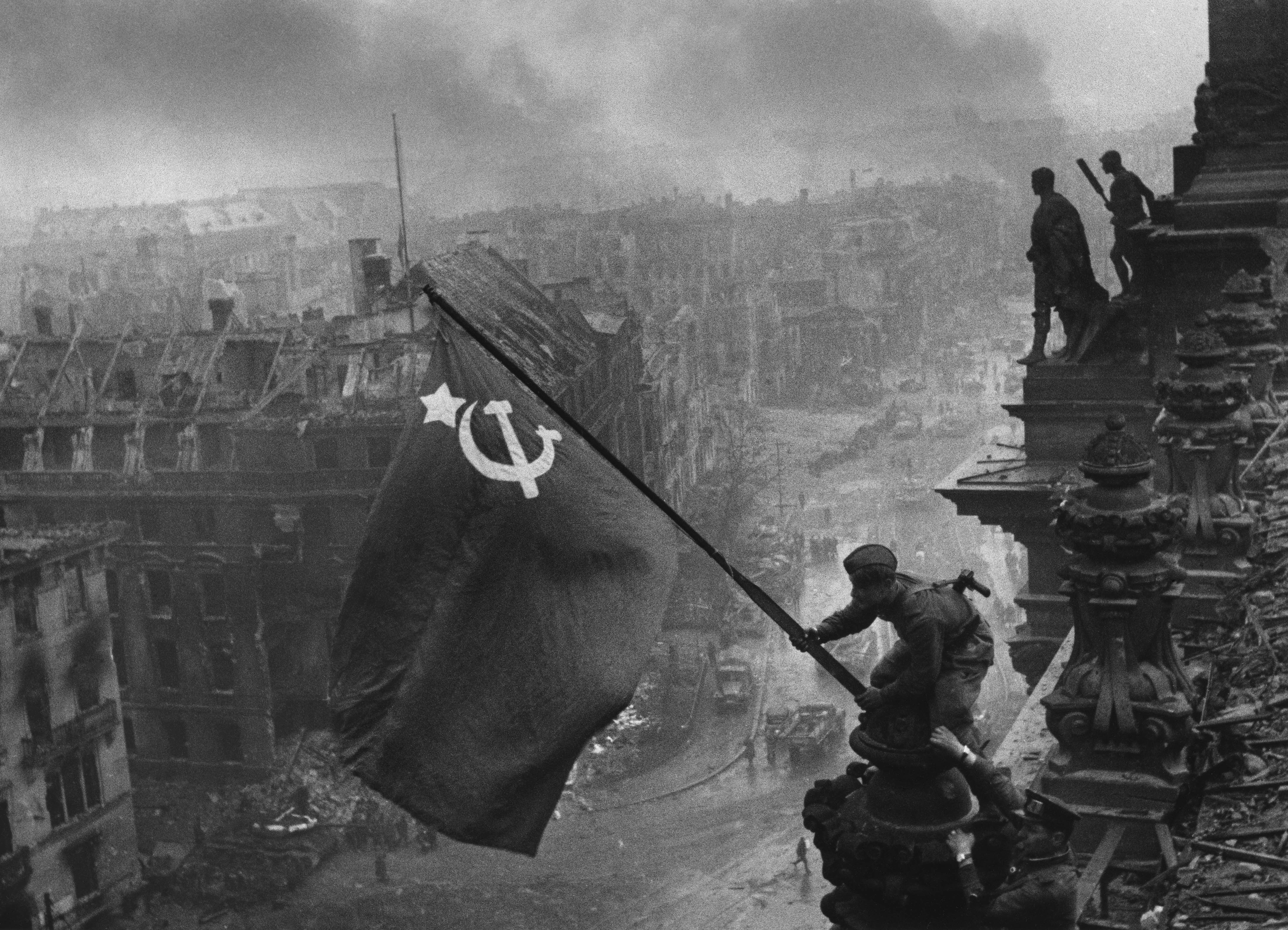
Die Sowjetfahne über dem Reichstag (retuschierte Fassung)

Auf dem Berliner Reichstag, 2. Mai 1945 ist der Titel einer Serie von 36 Aufnahmen des sowjetischen Fotografen Jewgeni Chaldei, die während der Schlacht um Berlin am Ende des Zweiten Weltkrieges entstanden. Das bekannteste Foto der Serie zeigt den historischen Augenblick des Hissens der Flagge der Sowjetunion auf dem Reichstagsgebäude. Das Foto gilt als Ikone der Bildgeschichte und symbolisiert „das Ende des Zweiten Weltkrieges“ und damit „das Ende des deutschen Faschismus“. Obwohl das Foto nicht das Banner des Sieges zeigt, das im Zentralmuseum der russischen Streitkräfte in Moskau ausgestellt wird, ist es weltweit unter zahlreichen Namen wie Hissen einer Flagge auf dem Reichstag („Raising a flag over the Reichstag“), Das Banner des Sieges auf dem Reichstag („Знамя Победы над Рейхстагом“) und Die Sowjetfahne über dem Reichstag bekannt.
Die Identität der abgebildeten Soldaten der Roten Armee war lange Zeit umstritten. Das Bild zeigt nicht die tatsächliche erste Flaggenhissung und wurde retuschiert veröffentlicht, was zu Fälschungsvorwürfen führte.

## Entstehung

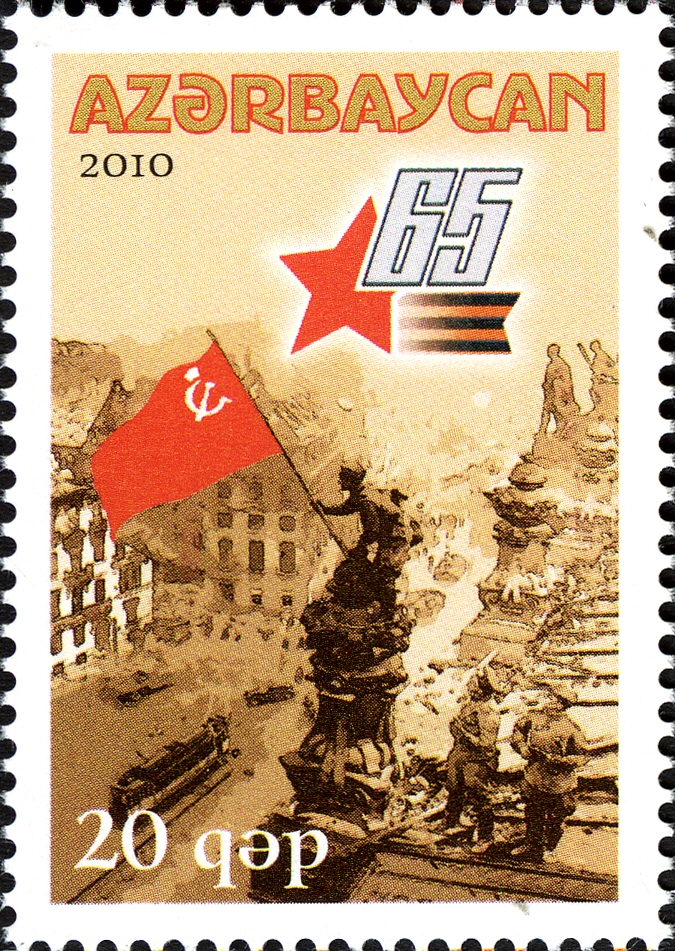
Aserbaidschanische Briefmarke zum 65. Jahrestag des Sieges

Soldaten und Führung der Roten Armee sahen im Reichstagsgebäude eines der Schlüsselsymbole des Deutschen Reichs, was unter anderem mit der in der UdSSR zum Medienereignis gewordenen triumphalen Verteidigung Georgi Dimitrows im Reichstagsbrandprozess 1933 zusammenhängt. Nach heftigen Kämpfen vom 28. April bis zum späten Abend des 1. Mai 1945 wurde das Gebäude von der 150., 171. und 207. Schützendivision des 79. Schützenkorps der 3. Stoßarmee der Weißrussischen Front und anderen Kampfverbänden eingenommen. Neun rote Sowjetfahnen waren aus Moskau eingeflogen worden. Am 30. April 1945 wurde die Fahne der 150. Schützendivision als „Banner des Sieges“ zunächst über dem Eingangsportal und gegen 22:40 Uhr auch auf dem Dach des Gebäudes aufgepflanzt. Politoffiziere verbreiteten später, die Fahne habe bereits gegen 14:25 Uhr über Berlin geweht. Gegen 15 Uhr hatte der Befehlshaber der 3. Stoßarmee, Generaloberst Kusnezow, im Gefechtsstand bei Marschall der Sowjetunion Schukow angerufen und diesem gemeldet: „Unser rotes Banner weht auf dem Reichstag!“ Er teilte Schukow aber auch mit: „An einigen Stellen der oberen Stockwerke und in den Kellern wird immer noch gekämpft.“ Das später verbreitete Foto Chaldeis wurde wegen der anhaltenden Kämpfe erst am Morgen des 2. Mai 1945 nachgestellt.
Chaldei hatte seit Juni 1941 verschiedene Teilstreitkräfte der sowjetischen Armee an Kriegsschauplätzen als Fotograf begleitet. Nach der Eroberung Berlins durch die sowjetische Armee suchte er nach einem passenden Motiv mit hohem Symbolwert. Ob er Joe Rosenthals wenige Monate zuvor entstandenes Foto Raising the Flag on Iwo Jima kannte, ist umstritten. Vom Hausmeister der Nachrichtenagentur TASS erhielt er rote Tischdecken und ließ daraus bei einem befreundeten Schneider drei Siegesflaggen schneidern. Mit drei Soldaten, die er im Eingangsbereich des brennenden Reichstags traf, stieg er auf das Dach des Gebäudes und fotografierte sie beim Hissen der Fahne. Danach reiste er zurück nach Moskau.

## Retusche
In Moskau sollte das Bild am 13. Mai 1945 erstmals im Magazin Ogonjok gedruckt werden. Kurz vor der Veröffentlichung des Fotos fiel einem Redakteur auf, dass einer der Soldaten  an jedem Handgelenk eine Armbanduhr trug. Daraufhin zerkratzte Chaldei die Uhr am rechten Arm des Soldaten im Negativ, denn „das Bild musste sofort veröffentlicht werden“, wie er sich 1997 erinnerte.
In späteren Versionen wurden das Handgelenk besser retuschiert und Rauchschwaden im Hintergrund des Bildes geschwärzt, sodass sie bedrohlicher wirkten. Zuletzt wurde auch eine neue Fahne abgebildet, die sich dramatischer im Wind bauschte.

## Beteiligte Personen
Laut offizieller sowjetischer Geschichtsschreibung wurde die Flagge von den drei Soldaten Meliton Kantaria, Michail Alexejewitsch Jegorow und Konstantin Samsonow gehisst. Alle drei wurden als „Helden der Sowjetunion“ mit mehreren Orden dekoriert und erhielten in Anerkennung ihrer herausragenden Leistungen im Kampf gegen den Faschismus eine lebenslange Rente. Der ebenfalls beteiligte Alexei Berest wurde im Gegensatz zu den genannten drei und weiteren an der Erstürmung des Reichstages beteiligten Soldaten nicht als „Held der Sowjetunion“ ausgezeichnet, sondern erhielt lediglich den massenhaft verliehenen Rotbannerorden und wurde nach dem Krieg drei Jahre im Gulag interniert.
Mitte der 1990er Jahre enthüllte Chaldei in einem Interview mit britischen Journalisten die Namen der drei tatsächlich beteiligten Soldaten. Die Aufnahmen zeigten den Ukrainer Alexei Leontjewitsch Kowaljow, den Kumyken Abdulchakim Issakowitsch Ismailow und den Weißrussen Leonid Goritschew. Josef Stalin selbst hatte sich für eine Gruppe aus allen an der Erstürmung des Reichstages beteiligten Soldaten entschieden und wählte mit Kantaria einen georgischen Landsmann als Flaggenhisser, die beiden anderen waren Russen. Alle weiteren Beteiligten, darunter der Fotograf und die tatsächlich abgebildeten Soldaten, wurden zu strengster Geheimhaltung verpflichtet.
Beim Tod Michail Petrowitsch Minins im Januar 2008 wurde bekannt, dass Minin und drei weitere Soldaten, darunter Rachimschan Koschkarbajew, bereits am Abend des 30. April 1945 eine Sowjetflagge auf dem Reichstag gehisst hatten. Auch andere Soldaten brachten in den beiden Tagen danach weitere Flaggen auf dem Gebäude an. Da diese Vorgänge aber nicht oder nur unzureichend durch Fotos dokumentiert wurden, wurde das Hissen durch Chaldei am 2. Mai noch einmal neu in Szene gesetzt. Neben Chaldei hatten mindestens drei weitere sowjetische Fotografen am 1. und 2. Mai am und auf dem Reichstag Soldaten mit Flaggen fotografiert. Schlussendlich setzte sich jedoch Chaldeis Foto durch.